# Billete de cinco pesos colombianos
Los billetes de cinco (5) pesos colombianos fueron una de las denominaciones más prolíficas de la moneda colombiana, teniendo 10 ediciones distintas a lo largo de su historia. Su anverso en la mayoría de las ediciones tuvo la efigie de José María Córdova, militar colombiano.

## Ediciones

### Primera edición
La primera denominación de 5 pesos fue emitida en 1881. El emisor fue el Banco Nacional de los Estados Unidos de Colombia, y se imprimió en la Litografía D. Paredes en la capital, Bogotá. El anverso es de color rojizo, y muestra información del emisor, el valor de la denominación y una efigie de la abundancia. En realidad tiene apariencia un título valor, más que a un billete como lo conocemos hoy. Sus dimensiones son inusualesː 101 × 163 mm.

### Segunda edición
Fue emitida en 1877. El anverso muestra un paisaje topográfico, con información de la denominación y la leyenda Moneda de Talla Mayor. Su color es verde grisáceo y sus dimensiones son de 86 × 172 mm.

### Tercera edición
Fue emitida el 29 de octubre de 1899, por el Banco Nacional de la República, e impreso por la Litográfica Nacional, en Bogotá. Tiene un color verde azulado y muestra una litografía del escudo nacional. Sus dimensiones son 80 × 182 mm.

### Cuarta edición
Fue emitida el 15 de septiembre de 1919, por la Casa de la Moneda de Medellín, pero resellada en 1923 por el Banco de la República. Se imprimió en la American Bank Note Company, de Nueva York. La efigie es de una mujer. Su color es verde oscuro y sus dimensiones son 88 × 150 mm. Era un billete de circulación regional.

### Quinta edición
El anverso muestra al prócer independentista José María Córdova, aunque el billete lo muestra como Córdoba. Tiene un color verde esmeralda, y fue emitido el 20 de julio de 1927, por el Banco de la República, quien encargó a la Thomas de la Rue, en Londres, la impresión del billete. Sus dimensiones son de 70 × 140 mm.

### Sexta edición
En esta edición apareció el segundo personaje más recurrente de la denominación, Antonio Nariño. Fue emitido por el Banco de la República el 1 de enero de 1932, bajo el gobierno del liberal Enrique Olaya Herrera. Muestra un color azul oscuro y la efigie del prócer de la independencia, en la parte central del anverso. La denominación fue impresa por la American Bank Note y su valor se medía en plata. Sus medidas son 75 × 157 mm.

### Última edición
Fue impresa en 1947 por el Banco de la República, y estuvo vigente con sus diferentes modificaciones hasta 1981. En su versión más conocida, el anverso muestra a José María Córdova y un Cóndor con las alas extendidas, en un fondo verde y café, y el reverso trae el Castillo San Felipe de Barajas de Cartagena.